# Грифице
Грифѝце (на полски: Gryfice; на кашубски: Grëfice; на немски: Greifenberg) е град в северозападна Полша, Западнопоморско войводство (в периода 1975 – 1998 г. – Шчечинско войводство), в историческата област Померания. Административен център е на Грифишки окръг и на градско-селската Грифишка община. Заема площ от 12,4 км2. Към края на 2017 г. има 16 600 жители.

## Личности
- Мориц Зеелер (1896 – 1942) – писател и филмов продуцент
- Адолф фон Таден (1921 – 1996) – немски политик, популист
- Фридрих Вангерин (1844 – 1933) – математик

## Побратимени градове
- Гюстров
- Мелдорф
- Грифов Шльонски